# 3963-as busz
A 3963-as jelzésű autóbuszvonal egy Tiszaújváros és Ároktő között közlekedő helyközi járat, amelyet a Volánbusz Zrt. üzemeltet hétfőtől szombatig, Oszlár és Mezőcsát érintésével.

## Útvonala
Tiszaújváros MOL autóbusz-váróteremtől indul. Az egykori Tiszai Vegyi Kombinát mellett kialakított végállomást elhagyva az indítások fele érinti az autóbusz-állomást, majd a munkanapokon közlekedők a Dózsa György utcát is. Első település Tiszapalkonya, aztán a szomszédos Oszlár következik. Az M3-as autópályát keresztezve Hejőkürtöt éri el, ezt követően 1 pár munkanapi, és az ároktői szombati Tiszatarján zsákfaluba is kitér. Az Észak-alföldi-hordalékkúpsíkságon át 5 kilométer múlva a környék egyik kisvárosa, Mezőcsát található. A 3307-es mellékúton folytatja útvonalát, a Tisza partjától nemmessze fekvő Ároktő a vonal végállomása. Tömegközlekedés szempontjából a 3963-as buszokon kívül 4010-es buszok szolgálják ki.
Ellentétes irányban útvonala változatlan.

## Közlekedése
Indításszáma alacsony, a Petrolkémiához kínál eljuttatást műszakváltáskor. Vasárnap nem közlekedik.
| Útvonala                                        | Indításszáma    | Közlekedése  |
| ----------------------------------------------- | --------------- | ------------ |
| Tiszaújváros, MOL aut. vt. ➝ Mezőcsát, aut. vt. | 1 oda           | munkanapokon |
| Tiszaújváros, MOL aut. vt. – Ároktő, aut. ford. | 1 oda, 2 vissza | munkanapokon |
| Tiszaújváros, aut. áll. – Ároktő, aut. ford.    | 1 pár           | szombaton    |

## Megállóhelyei
| 0                                           | Tiszaújváros, MOL autóbusz-váróterem végállomás     | 0.0 km  | 1450 3731, 3733, 3737, 3745, 3952, 3960, 3964, 3965, 3966, 3968, 3970, 3971, 3975, 4008, 4240, 4484                                                                               |
| 1                                           | Tiszaújváros, bejárati út                           | 1.3 km  | 2 1369, 1370, 1372, 1410, 1426, 1427, 1428, 1450 3731, 3733, 3737, 3739, 3744, 3745, 3952, 3960, 3964, 3965, 3966, 3968, 3970, 3971, 3975, 4008, 4240, 4241, 4484                 |
| Munkanapokon 1; szombaton 2 indítás érinti. |                                                     |         | |
| ∫                                           | Tiszaújváros, autóbusz-állomás vonalközi végállomás | ∫       | 1, 1A, 2, 3 1055, 1374, 1426, 1427, 1428 3731, 3733, 3737, 3739, 3744, 3745, 3752, 3952, 3960, 3965, 3966, 3967, 3968, 3969, 3970, 3971, 3974, 3975, 4008, 4009, 4240, 4241, 4484 |
| ∫                                           | Tiszaújváros, művelődési ház                        | ∫       | 2, 3 3731, 3733, 3737, 3739, 3744, 3745, 3952, 3960, 3965, 3966, 3968, 3970, 3971, 3975, 4008, 4240, 4241, 4484                                                                   |
| 1                                           | Tiszaújváros, bejárati út                           | 1.3 km  | 2 1369, 1370, 1372, 1410, 1426, 1427, 1428, 1450 3731, 3733, 3737, 3739, 3744, 3745, 3952, 3960, 3964, 3965, 3966, 3968, 3970, 3971, 3975, 4008, 4240, 4241, 4484                 |
| 2                                           | Tiszaújváros, Volán-telep                           | 2.0 km  | 2 1369, 1370, 1372, 1410, 1450 3739, 3952, 3960, 3964, 3965, 4008, 4240, 4241, 4484                                                                                               |
| Szombaton 2 indítás nem érinti.             |                                                     |         | |
| 3                                           | Tiszaújváros, Dózsa György utca                     | 3.4 km  | 3 1369, 1450 3952, 3960, 3964, 3965, 4008, 4240, 4484 |
| 4                                           | Tiszaújváros, MOL V. kapu                           | 6.6 km  | 3964, 3965, 4008 |
| 5                                           | Tiszaújváros, Honvéd utca bejárati út               | 7.2 km  | 3964, 3965, 4008 |
| 6                                           | Tiszapalkonya, temető                               | 8.6 km  | 3964, 3965, 4008 |
| 7                                           | Tiszapalkonya, községháza                           | 9.3 km  | 3964, 3965, 4008 |
| 8                                           | Tiszapalkonya, Bem József utca 12.                  | 9.6 km  | 3964, 3965, 4008 |
| 9                                           | Tiszapalkonya, Hunyadi utca                         | 10.2 km | 3964, 3965, 4008 |
| 10                                          | Oszlár, autóbusz-váróterem                          | 11.8 km | 3964, 3965, 4008 |
| 11                                          | Hejőkürt, logisztikai központ                       | 14.1 km | 3964, 3965, 4008 |
| 12                                          | Hejőkürt, Szent István utca 21.                     | 15.7 km | 3964, 3965, 4008 |
| 13                                          | Hejőkürt, autóbusz-váróterem                        | 16.3 km | 3964, 3965, 4008 |
| 14                                          | Tiszatarjáni elágazás                               | 18.7 km | 3964, 3965, 4008 |
| Munkanapokon 2; szombaton 1 indítás érinti. |                                                     |         | |
| ∫                                           | Tiszatarján, temető                                 | ∫       | 3964, 3965, 4008 |
| ∫                                           | Tiszatarján, Árpád utca 38.                         | ∫       | 3964, 3965, 4008 |
| ∫                                           | Tiszatarján, autóbusz-forduló                       | ∫       | 3964, 3965, 4008 |
| ∫                                           | Tiszatarján, Árpád utca 38.                         | ∫       | 3964, 3965, 4008 |
| ∫                                           | Tiszatarján, temető                                 | ∫       | 3964, 3965, 4008 |
| 14                                          | Tiszatarjáni elágazás                               | 18.7 km | 3964, 3965, 4008 |
| 15                                          | Tiszakeszi elágazás                                 | 23.5 km | 3964, 3965, 3976, 4008 |
| 16                                          | Mezőcsát, vasútállomás bejárati út                  | 24.0 km | 3964, 3965, 3976, 4008 |
| Szombaton 2 indítás nem érinti.             |                                                     |         | |
| 17                                          | Mezőcsát, vasútállomás                              | 24.6 km | 3741, 3743, 4008 |
| 18                                          | Mezőcsát, Rákóczi utca 40.                          | 25.4 km | 4008 |
| 19                                          | Mezőcsát, autóbusz-váróterem vonalközi végállomás   | 26.9 km | 3741, 3743, 3964, 3965, 3976, 4008, 4009, 4010, 4021, 4028, 4030 |
| 20                                          | Mezőcsát, Alkotmány út                              | 27.9 km | 4010 |
| 21                                          | Mezőcsát, Szent István utca                         | 28.6 km | 4010 |
| 22                                          | Mezőcsát, gyümölcsöskert                            | 31.6 km | 4010 |
| 23                                          | Irigyli szőlők                                      | 33.1 km | 4010 |
| 24                                          | Ároktő bejárati út                                  | 37.3 km | 4010 |
| 25                                          | Ároktő, autóbusz-forduló végállomás                 | 38.1 km | 4010 |